# Vanjska jezgrina ovojnica
Vanjska jezgrina ovojnica je jedan od dvaju lipidnih dvosloja koji čini jezgrinu ovojnicu. Perinuklearni prostor dijeli vanjsku od unutarnje ovojnice. 
Na mjestima gdje su jezgrine pore spajaju se vanjska i unutarnja ovojnica.
Vanjska je ovojnica spojena, odnosno nastavak je hrapave endoplazmatske mrežice, čime predstavlja specijalizirani dio dio opće endoplazmatske mrežice.